# Betty Twarog
Betty Mack Twarog (28 de agosto de 1927 – 6 de febrero de 2013) fue una bioquímica estadounidense y la primera científica en encontrar serotonina en el cerebro de los mamíferos.

## Trayectoria
Twarog nació en la Ciudad de Nueva York en 1927. Estudió en Swarthmore College entre 1944 y 1948, centrándose en matemáticas. Mientras estudiaba para una Maestría en Ciencias en la Universidad Tufts atendió a una ponencia sobre neurología muscular de los moluscos y en 1949 se matriculó en el programa de doctorado de la Universidad de Harvard que dirigía John Welsh para estudiar esta área. En 1952, presentó un trabajo académico que mostraba que la serotonina cumplía una función como neurotransmisor en los mejillones.
En el otoño de 1952, Twarog se mudó a la zona de la Universidad del Estado de Kent por motivos familiares, y eligió la Clínica de Cleveland como lugar para continuar su estudio sobre su hipótesis de que los neurotransmisores de los invertebrados también aparecerían en los mamíferos. Aunque el fisiólogo Irvine Page la apoyaba, este no dudaba de que la serotonina se encontrara en el cerebro. Pese a ello, proporcionó a Twarog un laboratorio y un técnico. De esta forma, en junio de 1953, presentaron un trabajo académico anunciando el aislamiento de la serotonina en el cerebro de un mamífero, titulado Serotonin Content of Some Mammalian Tissues and Urine and a Method for Its Determination.
Twarog dejó la Clínica de Cleveland en 1954 y continuó trabajando con el músculo liso de los invertebrados en la Universidad de Tufts, en la de Harvard y en la Universidad Estatal de Nueva York en Stony Brook. Años más tarde,  en el Laboratorio Bigelow de Ciencias Marinas en Boothbay Harbor en Maine,  estudió cómo los mariscos eludían los venenos del fitoplancton.
Twarog murió el 6 de febrero de 2013, a la edad de 85 años en Damariscotta, en Maine.

## Impacto en ciencia y medicina
El aislamiento de la serotonina en el cerebro que consiguió desarrollar Twarog estableció su potencial como neurotransmisor y, por ello, como modulador de la actividad cerebral. Su descubrimiento fue un precursor esencial para la creación en 1978 de los medicamentos antidepresivos ISRS como la fluoxetina y la sertralina.